# Otostegia sogdiana
Otostegia sogdiana là một loài thực vật có hoa trong họ Hoa môi. Loài này được Kudr. mô tả khoa học đầu tiên năm 1939.